# Arco (Italie)
Pour les articles homonymes, voir Arco.
Arco est une commune italienne d'environ 17 000 habitants située dans la province autonome de Trente dans la région autonome du Trentin-Haut-Adige dans le nord-est de l'Italie. Elle fait partie du comprensorio Alto Garda e Ledro.

## Géographie
Le cœur historique d'Arco forme un arc autour d'un rocher calcaire façonné par d'anciens glaciers sur lequel trônent les ruines du château (La Rocca) dans un paysage escarpé et suggestif. Le rocher du château s'abrite derrière la « forteresse » rocheuse du Mont Colodri.
Avant de se jeter dans le lac de Garde pour devenir le Mincio à l'autre bout, le fleuve Sarca forme une plaine (dite de la Busa) entourée de montagnes. Arco est située au début de cette plaine. La commune s'étend jusqu'au lac de Garde, son point le plus bas à 65 m. 
De nature alluvionnaire, la vallée, d'origine glaciaire, est délimitée à l'est et à l'ouest par des chaines montagneuses. La partie orientale présente un profil plutôt uniforme de prés verdoyants et de forêts, dominé par le Mont Stivo (2 059 m point culminant de la commune) finissant vers le lac de Garde avec la ramification du Mont Creino (1 292 m). La partie occidentale en revanche est marquée par des reliefs nus et escarpés. Plus à l'ouest apparaît la dorsale du Mont Biaina (1 413 m). Au nord-ouest le Mont Misone (1 803 m) verrouille la vallée.
À l'exception du couloir de la Sarca au nord, le territoire d'Arco ressemble à un grand amphithéâtre devant lequel s'étend une vaste campagne, dominée par la culture de la vigne et de l'olivier et constellée de centres habités et de maisons éparses.

## Climat
Arco, tout comme certaines des communes avoisinantes, bénéficie d'un exceptionnel microclimat unique en Europe compte tenu de la latitude (45° 55′ nord) ; une goutte de Méditerranée (comme tous les territoires qui bordent le lac de Garde) à 30 km à vol d'oiseau des glaciers du massif de l'Adamello-Presanella les plus étendus d'Italie. Les précipitations, l'ensoleillement, les vents, les montagnes, la présence thermorégulatrice du lac de Garde sont autant de facteurs qui déterminent le climat mythique d'Arco. Ces conditions climatiques particulièrement clémentes ont favorisé, d'une part, la culture séculaire de l'olivier, d'autre part, à partir du milieu du XIXe siècle, un tourisme thermal représenté majoritairement par des visiteurs des pays de la Mitteleuropa.
L’hiver présente une moyenne de 17 jours de gel et les températures ne descendent généralement pas en deçà de −5 °C. Les précipitations sont rares et le taux d’hygrométrie particulièrement bas durant les mois de janvier et février. De décembre à janvier, on peut respirer le parfum caractéristique des fleurs de chimonanthes.
Au printemps, les températures augmentent rapidement et oscillent en journée entre 15 et 25 °C et, le mimosa, les amandiers que l’on rencontre généralement en Méditerranée trouvent un environnement particulièrement propice.
Vers la fin du mois de mars s’instaure un régime de vents périodiques : brise de terre et vent du lac.
À la fin du mois de mai, la floraison est à son apogée.
L’été, les températures varient entre 28 et 30 °C, mais l’« Ora del Garda » qui souffle de la fin de matinée à la fin d’après-midi et la brise de montagne nocturne apportent une relative fraîcheur. Les précipitations sont rares, de courte durée, mais intenses.
En automne, les journées encore bien ensoleillées sont rythmées par la récolte des fruits et les vendanges. Si les températures sont encore douces, c’est cependant la saison la plus arrosée, particulièrement en octobre et novembre.

## Histoire

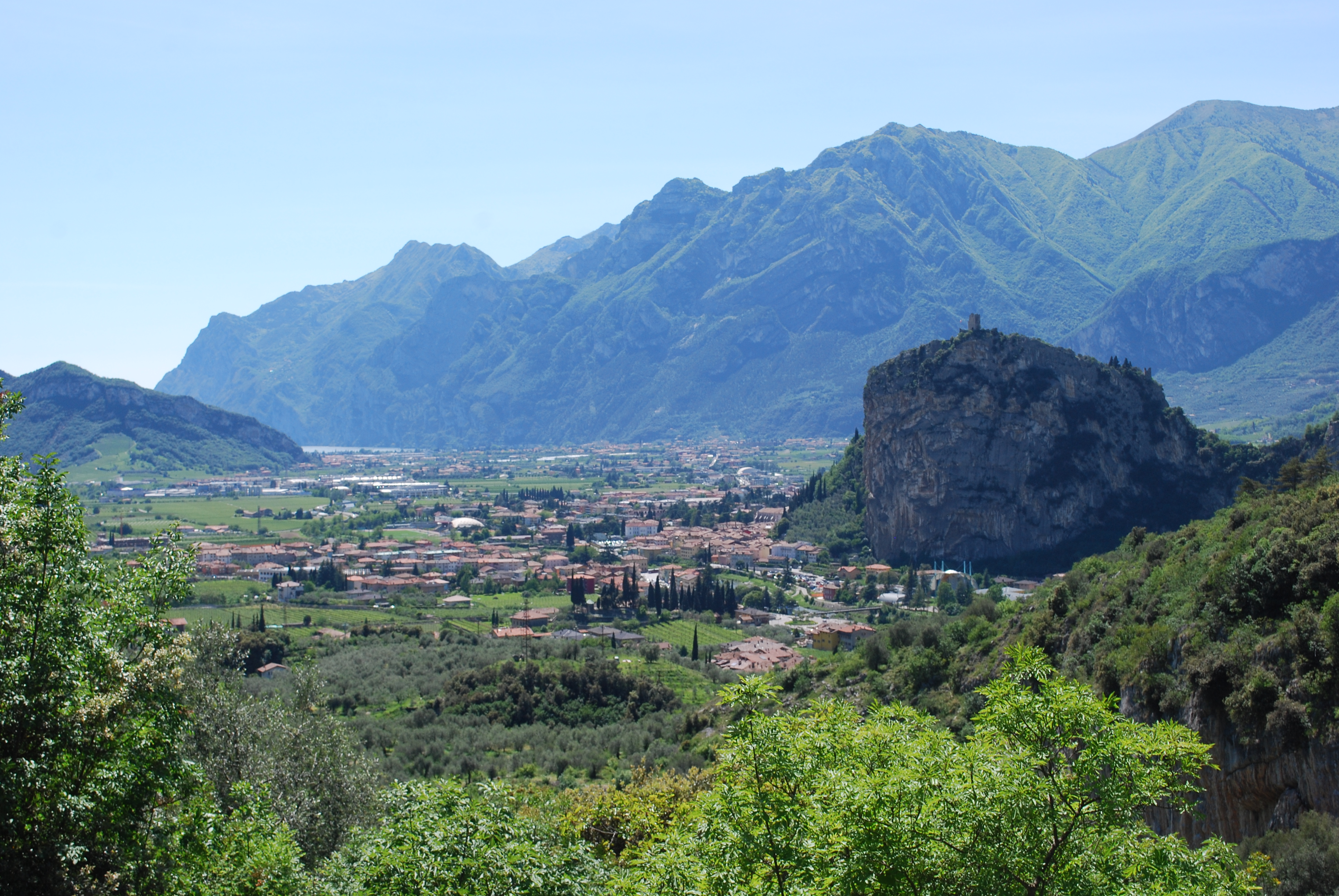
Le château (La Rocca), la ville et le lac de Garde.

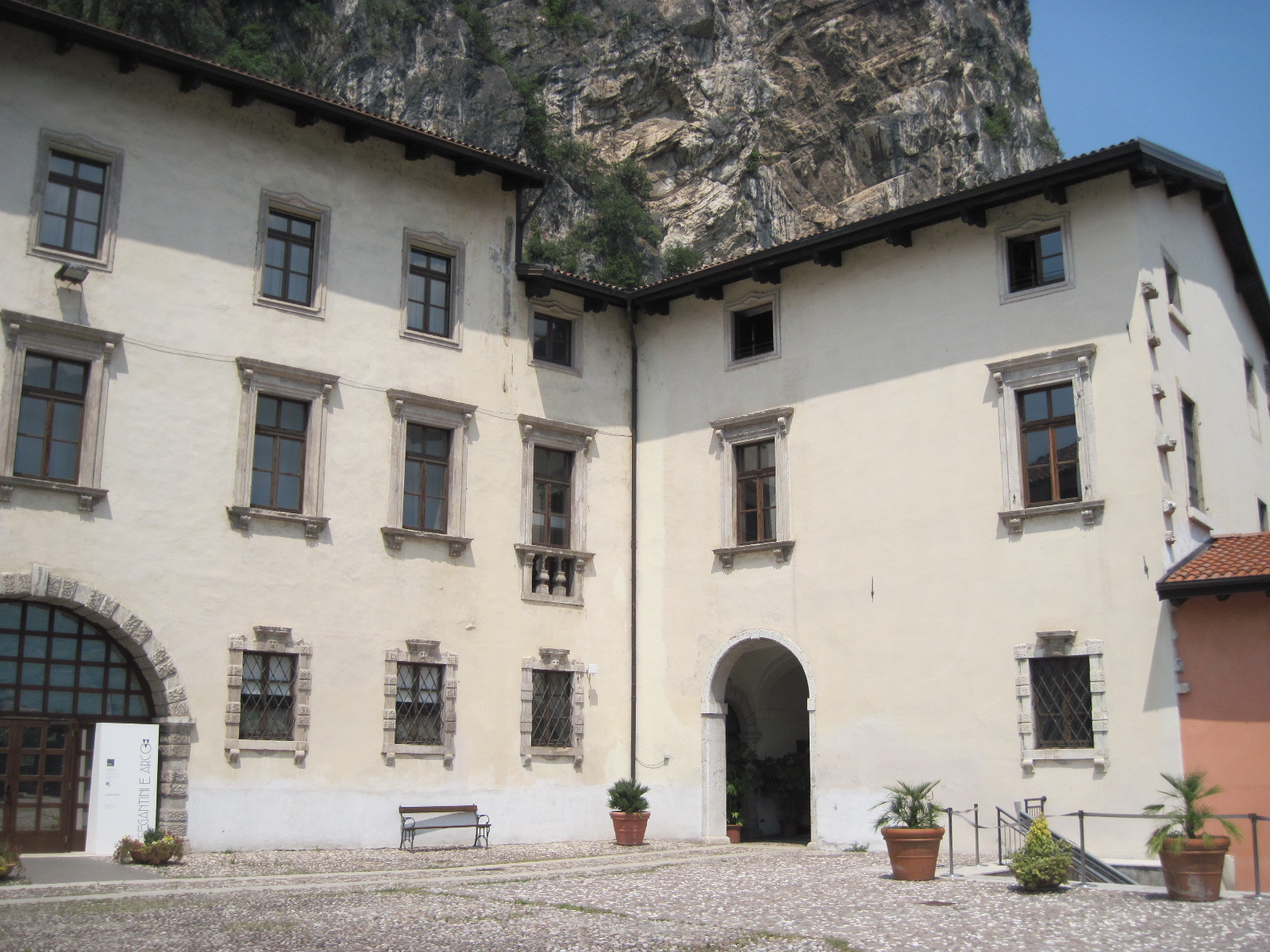
Cour intérieure du palazzo Panni.

Habité depuis l'âge du cuivre (les stèles anthropomorphes découvertes dans le lieu-dit « moletta-patone (it) » confirme la présence d'un lieu de culte. Celtes, puis Romains s'y installèrent (restes de villas de tombes et de monnaies). Elle fut liée à la tribu Fabia de Brescia. Un document de 771 apr. J.-C. atteste la présence de Lombards.
La première période importante pour Arco commence au Moyen Âge vers 1124. Son destin sera alors lié à l'illustre famille des comtes d'Arco. Pendant la Renaissance on vit croitre de magnifiques palais. Les comtes furent destitués vers 1579 par l'archiduc Ferdinand de Tyrol. Ils reviendront vers 1614. C'est à ce moment que débutèrent les travaux de la collégiale de l'Assunta. Nous voilà en 1703 en pleine guerre de succession au trône d'Espagne, les troupes françaises du général Louis-Joseph de Vendôme entrent dans le bourg. La garnison qui défendait le château capitula. L'antique manoir fut gravement endommagé et deviendra la ruine, aujourd'hui restaurée, qui domine la ville. C'est le déclin de la dynastie des comtes d'Arco. Elle passa des Visconti aux Scalinger puis à la république de Venise. Après l'administration française, Arco est rendue à l'empire d'Autriche en 1814.

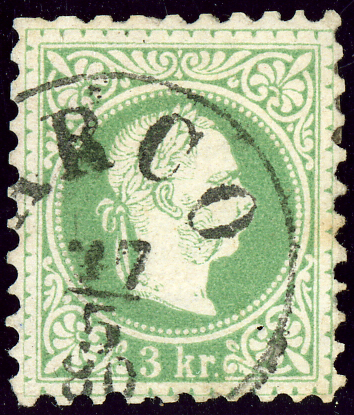
Timbre de la monarchie autrichienne, oblitéré en 1880

Jusqu'en 1918, Arco fait partie de la monarchie autrichienne (empire d'Autriche), puis Autriche-Hongrie (Cisleithanie après le compromis de 1867), dans le district de Riva, l'un des 21 Bezirkshauptmannschaften de la province du Tyrol. La cour et la haute noblesse autrichienne y prennent leur quartier d'hiver en suivant des cures. 
La ville intègre le royaume d'Italie après la Première Guerre mondiale.

## Économie

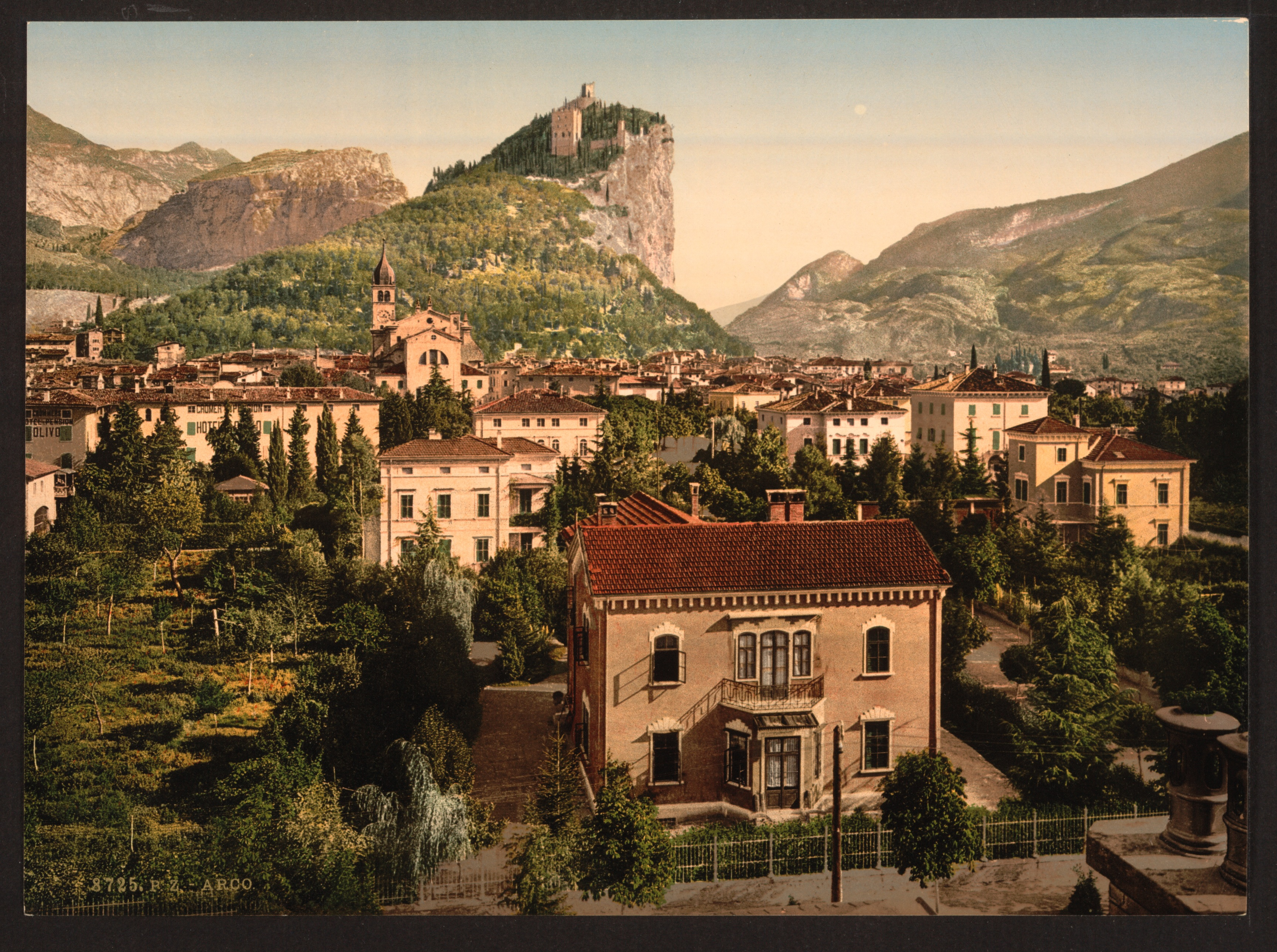
Arco à la fin du XIXe siècle.

C'est au milieu du XIXe siècle que la face d'Arco changea de façon radicale grâce à une bourgeoisie entrepreneuriale. On sentit aussi que le développement économique d'Arco pouvait dépendre du climat mythique des lieux, surtout en période hivernale. C'est ainsi que naît le « Kurort » (le Lieu de cure) qui attira la noblesse autrichienne, ainsi que des entrepreneurs autrichiens et allemands qui firent construire de nombreuses villas et jardins. Le chemin de fer qui relie Mori-Arco-Riva fut construit à cette époque. Un hôte de marque, l'archiduc Albert de Habsbourg-Lorraine, cousin de l'empereur François-Joseph, fit construire sa propre demeure hivernale, la grande villa archiducale.
Aux abords de l'édifice, se développa un parc luxuriant rempli d'essences exotiques sur près d'un hectare, l'« arboreto di Arco ». L'archiduc finit ses jours à Arco, ainsi que François II des Deux-Siciles.
C'est à cette époque que beaucoup de villas de la haute bourgeoise autrichienne furent construites. Le site, réputé pour soigner les maladies pulmonaires et la dépression, deviendra par la suite un centre réputé pour soigner la tuberculose et est encore de nos jours une station thermale.
Le tourisme a une place de choix, mais il y a aussi un bon équilibre entre commerce (nombreux magasins), industrie (Aquafil, Clark-hurth) et agriculture (vigne, pommes, oliviers).

## Fêtes, foires
Chaque année a lieu le Grand Carnaval depuis 1876. Un salon de l'édition : le Sommolago en novembre

## Personnalités liées à Arco
- Nicolò d'Arco (1479-1546), humaniste et poète
- Giovanni Segantini (1858-1899), peintre
- Archiduc Albert de Habsbourg-Lorraine, 1817-1895
- S.M. François II des Deux-Siciles, mort à Arco, 1836-1894
- Gianni Caproni (1886-1957), ingénieur aéronautique
- Giancarlo Maroni (1893-1952), architecte

## Lieux d'intérêt
- Château
- Édifices religieux

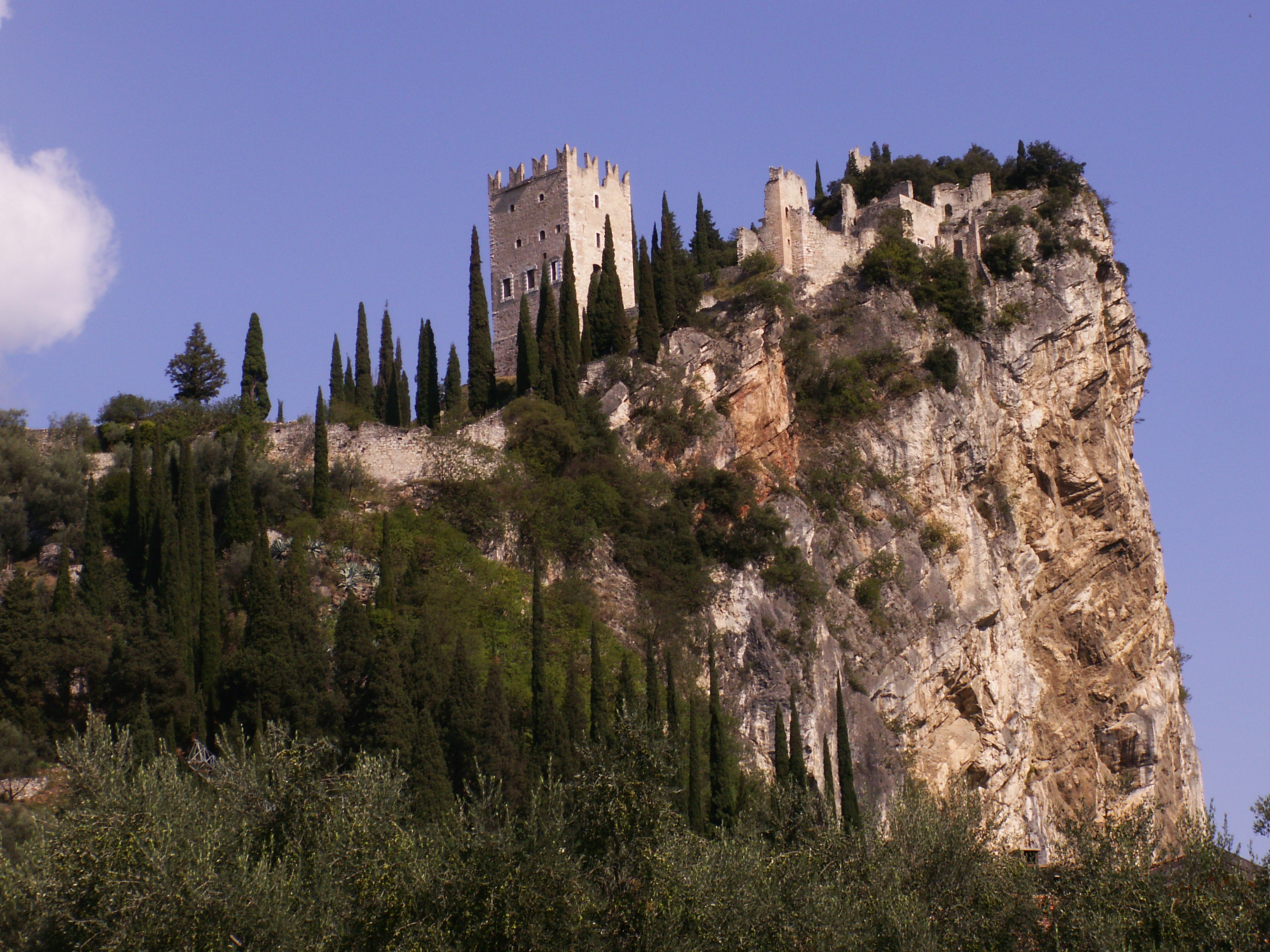
Rocca d'Arco, falaise Colodri.

  - Sanctuaire de Santa Maria delle Grazie
  - Collégiale de l'Assunta
  - Église San Trinità
  - Église Saint-Appolinaire
  - Église Saint-Martin
  - Église Saint-Joseph
- Palais
  - Palais Marchetti
  - Palais dei Panni

## Sport
Arco est un haut lieu de l'escalade ; a été créée en septembre 1987 l'une des premières compétitions mondiales, le Rock Master, qui se déroule en été sur un mur artificiel spécialement conçu pour cette épreuve prestigieuse. La grande qualité des falaises environnantes attire, toute l'année, des grimpeurs du monde entier. La commune accueille par ailleurs les Championnats du monde d'escalade en 2011 et 2017.
La voile occupe aussi une place de choix de par sa proximité du lac. L'association sportive Circolo Vela Arco est devenue centre fédéral spécifique de la zone en novembre 2007, un choix logistique qui montre bien le lien entre la ville et la pratique de ce sport.
Le site est très apprécié pour la pratique du VTT beaucoup de pistes cyclables. La commune compte 110 km de sentiers balisés pour l'excursion.

## Administration
| Période                                  | Période  | Identité          | Étiquette    | Qualité |
| ---------------------------------------- | -------- | ----------------- | ------------ | ------- |
| 06/1995                                  | 2005     | Eugenio Mantovani |              |         |
| 23/05/2005                               | En cours | Renato Veronesi   | Lista Civica |         |
| Les données manquantes sont à compléter. |          |                   |              |         |

### Hameaux
Bolognano, Caneve, Ceole, Chiarano, Linfano, Massone, Mogno, Padaro, San Giorgio d'Arco, San Giovanni al Monte, San Martino d'Oltresarca, Varignano, Vigne di Romarzolo, Vignole

### Communes limitrophes
Les communes limitrophes sont  Comano Terme, Drena, Dro, Mori, Nago-Torbole, Riva del Garda, Ronzo-Chienis, Tenno et villa Lagarina.

## Jumelages
Arco est jumelée avec :
- Schotten (Allemagne) depuis 1960 ;
- Bogen (Bavière) (Allemagne) depuis 1983 ;
- Roccella Ionica (Italie) depuis 2007.